# تشيت أوستروفسكي
تشيت أوستروفسكي (بالإنجليزية: Chet Ostrowski)‏ هو لاعب كرة قدم أمريكية أمريكي، ولد في 8 أبريل 1930 في شيكاغو في الولايات المتحدة، وتوفي في 10 أكتوبر 2001 في اورلاند بارك في الولايات المتحدة.

## وصلات خارجية
- تشيت أوستروفسكي على موقع مرجع كرة القدم المحترفة.كوم (الإنجليزية)